# Jarosław Jaśnikowski
Jarosław Jaśnikowski (ur. 3 lipca 1976 w Legnicy) – polski malarz, surrealista, przedstawiciel nurtu magicznego realizmu i steampunku.

## Życiorys
Malarstwem zajmuje się od 1991 roku. Pierwsze kroki na swojej drodze twórczej stawiał pod kierunkiem Mirosławy Lickiewicz, legnickiej artystki i pedagog. W tym czasie główną inspiracją artysty była sztuka science fiction. W połowie lat 90. odkrył twórczość Salvadora Dalego, oraz innych surrealistów, natomiast w 1998 roku, pod wpływem wystawy Wojciecha Siudmaka w Legnickim Muzeum Miedzi, jak i spotkaniem z samym artystą, postanowił poświęcić się pracy w takich kierunkach jak nadrealizm, czy realizm fantastyczny. W tym samym roku rozpoczął również naukę w Głogowskim studium sztuk Plastycznych, gdzie poznał głogowskiego malarza i poetę, Telemacha Pilitsidisa. Pod jego kierunkiem, zdał dyplom z malarstwa w 2001 roku.
Autor w swoich obrazach przedstawia alternatywne światy, poddaje ją zupełnie odmiennym prawom fizyki, kpiąc sobie z grawitacji, czy z właściwości materii. Malarstwo Jaśnikowskiego charakteryzuje się również zamiłowaniem autora do wszelkiego rodzaju fantastycznych pojazdów, machin, jak i również miłością do gotyku.

## Wystawy

### Wystawy indywidualne
- 1995: „Dziedzictwo czwartego wymiaru” – Legnica – Miejski Dom Kultury „Harcerz”[4]
- 2000: „Gwiezdne dziecko” – Legnickie Centrum Kultury[5]
- 2002: Wystawa plenerowa – Legnicki park miejski[6]
- 2007: „Imieniny Hermenegildy” – Wrocław – Galeria Sztuki „Szarlatan”[7]
- 2008: „Morfologia miłości – Katowice – Altus[8]
- 2009: „Inne wiatry” – Warszawa – Galeria WZ[9]
- 2010: „Przestrzenie współistniejące – Katowice – Altus[10]
- 2011:
  - „Nasza pamięć” – Lwówek Śląski – Muzeum miejskie
  - Wystawa malarstwa Jarosława Jaśnikowskiego – Katowice – Vip Optimum
- 2012: Wystawa z okazji otwarcia Łódzkiego Regionalnego Parku Naukowo Technologicznego
- 2013:
  - „Drogi twórcze” – wystawa malarstwa Katarzyny i Jarosława Jaśnikowskich – Galeria Promocje – Jelenia Góra
  - „Jarosław Jaśnikowski – malarstwo” Ośrodek Kultury w Będzinie
  - Wystawa malarstwa Jarosława Jaśnikowskiego – Kielce – Wieża Sztuki
  - Noc Muzealna - Legnickie Muzeum Miedzi
- 2014:
  - „Podróże po Alternatywnym Świecie” – Muzeum Lotnictwa Polskiego w Krakowie[11]; Muzeum Techniki i Komunikacji w Szczecinie[12]; Pałac Zielińskiego – Kielce / Wodociągi Kieleckie[13]; Narodowe Muzeum Morskie w Gdańsku[14]; Muzeum Przemysłu i Kolejnictwa w Jaworzynie Śląskiej[15]
  - Zabrze – wystawa w siedzibie DB Schenker Rail Polska S.A.
- 2015:
  - Ośrodek Kultury w Będzinie
  - „Podróże po Alternatywnym Świecie” – Muzeum Miedzi w Legnicy[16]
  - Galeria „Na Wprost” w Iławie[17]
- 2016:
  - „Alternatywne Światy Magicznego Realizmu” – Muzeum Zagłebia w Będzinie
  - „Podróż po alternatywnych światach” – XIX FORUM HUMANUM MAZURKAS
- 2017:
  - „Magiczna Legnica” – wystawa plenerowa Rynek Legnicki[18]
  - Galeria „Maya” – Toruń
- 2023:
  - "Machiny wyobraźni" - wystawa w Muzeum Miedzi[19]

### Wystawyzbiorowe
- 1994: „Młodość buduje sztukę, sztuka buduje młodość” – Legnickie Centrum Kultury – wystawa organizowana przez Parlament Uczniowski Województwa Legnickiego
- 2001: Miejskie Centrum Kultury w Głogowie – wystawa podyplomowa SSP w Głogowie
- 2002: Teatr im. Modrzejewskiej w Legnicy – wystawa zorganizowana przez Zrzeszenie Studentów Legnickich
- 2003: Miejskie Centrum Kultury w Legnicy – Wystawa prac uczniów Mirosławy Lickiewicz
- 2009: Lewandowski, Jaśnikowski, Pietrzyk – wystawa zbiorowa – Bytomskie Centrum Kultury
- 2012:
  - Dominik, Datsouk, Jaśnikowski, Szerstobitow – Rzeszów – Europejska Galeria Sztuki
  - „Noc muzeów – Magiczny realizm” – Beksiński, Jaśnikowski, Olbiński, Sętowski, Yerka -Wejherowo – Galeria w Ratuszu Miejskim.
  - „Magiczny realizm” – Sętowski, Beksiński, Jaśnikowski, Yerka, Olbiński – Ośrodek kultury w Będzinie
- 2013:
  - „Magical Dreams II” – Beskidzka Galeria Sztuki w Szczyrku
  - „Magiczny realizm” – Beksiński, Jaśnikowski, Kołpanowicz, Olbiński – Wystawa w ramach II Targów Sztuki w Krakowie
  - „Bliźniemu swemu 2013/2014” – Muzeum Miejskie we Wrocławiu; Galeria Narodowa „Zachęta” – Warszawa
- 2014:
  - „Bliźniemu swemu 2013/2014” Muzeum Historyczne Miasta Gdańsk, Ratusz; Galeria Sztuki Współczesnej BWA w Katowicach; Hotel Hilton Garden Inn – Millenium Hall w Rzeszowie
  - „Magical Dreams II” – Galeria Sztuki Współczesnej w Kołobrzegu; Galeria Sztuki Współczesnej we Włocławku; Viechtach – Niemcy
  - „Magiczny Realizm” – Beksiński, Yerka, Jaśnikowski, Kolba, Kołpanowicz, Olbiński, Sętowski – Rybnickie Centrum Kultury
- 2015:
  - „Magiczny Realizm” – Beksiński, Kolba, Olbiński, Jaśnikowski, Kołpanowicz, Sętowski
  - „Magical Dreams III” – Beskidzka Galeria Sztuki w Szczyrku[20]; Centrum Promocji Kultury na Pradze Południe – Warszawa
- 2016:
  - „Magiczny Realizm” – Beksiński, Yerka, Jaśnikowski, Kolba, Kołpanowicz, Olbiński, Sętowski, Szynkarczuk – Wodzisław Śląski – „Trzy Wzgórza”
  - „Magical Dreams III” – Galeria Miejska we Wrocławiu; Wolnzach – Niemcy
  - Noc muzeów „Mistrzowie magicznego realizmu – Kołpanowicz, Kolba, Jaśnikowski, Śętowski, Szynkarczuk, Olbiński” – Pasaż galerii „Trzy stawy” – Katowice[21]
- 2017:
  - Mistrzowie Polskiego Realizmu Magicznego – Muzeum Magicznego Realizmu „Ochorowiczówka” – Wisła[22]
  - „Metamorfoza” Wystawa Malarstwa Realizu Magicznego – Nadbałtyckie Centrum Kultury – Gdańsk[23]; Centrum Kultury Browar – Włocławek; Galeria Radomskiego PLASTYKA; Galeria Sztuki Współczesnej w Kołobrzegu